# سهل كاتانيا

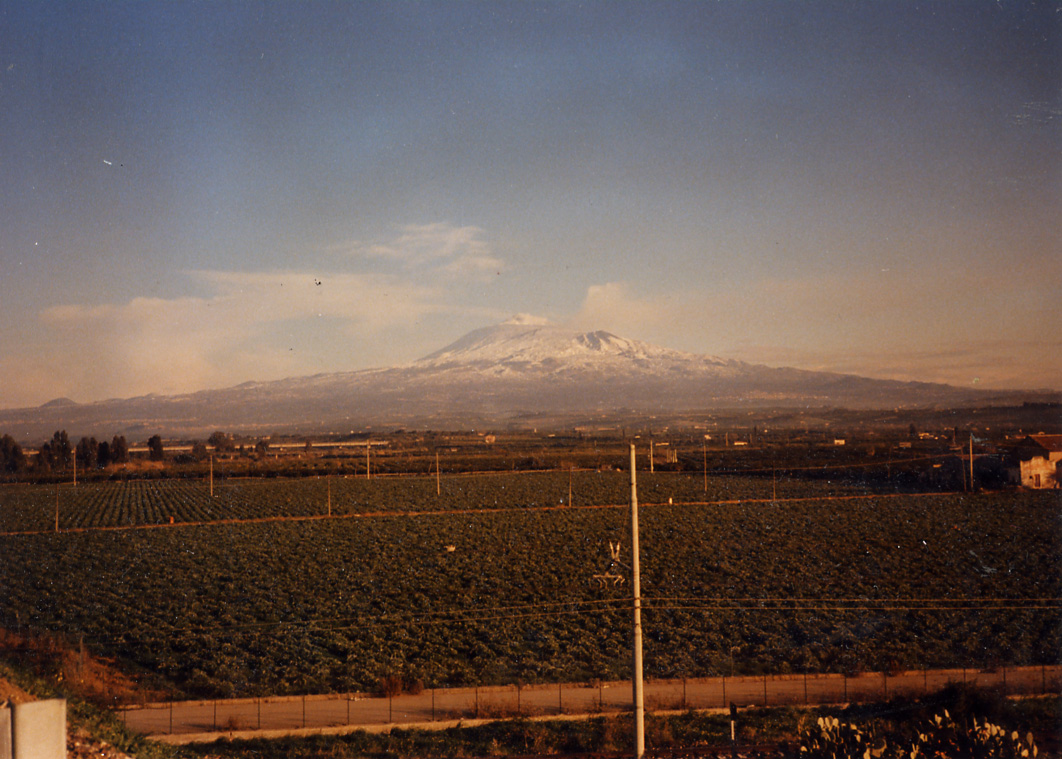

سهل كاتانيا (بالصقلية: La Chiana di Catania، وبالإيطالية: La Piana di Catania) أكبر سهل في صقلية في إيطاليا.

## الجغرافيا
تبلغ مساحة السهل 430 كيلومترا مربعا، وهذه المساحة تساوي خُمس مساحة السهول في كل الجزيرة ويبلغ ارتفاع سطحه 60 مترا عن مستوى سطح البحر.